# Brent Wallarab
Brent Wallarab (* Dezember 1963) ist ein amerikanischer Jazzmusiker (Posaune, Arrangement, Komposition).

## Wirken
Wallarab studierte bis 1987 an der Southern Illinois University Carbondale School of Music, um dann 19898 an der Indiana University mit dem Master abzuschließen.
Als Gründungsmitglied des Smithsonian Jazz Masterworks Orchestra spielte Wallarab von 1991 bis 2008 dort die Lead-Posaune und war dessen Hauptarrangeur. Seit 1993 fungierte er als Jazzspezialist der Smithsonian Institution und wirkte als Transkriptor, Forscher, Herausgeber und Berater der Smithsonian Institution. Er hat mehr als 300 ältere Werke für Jazzorchester transkribiert und herausgegeben und gilt als eine der führenden Autoritäten für die Kompositionen von Sy Oliver, Duke Ellington, Fletcher Henderson oder Gil Evans für Jazzorchester. Als Arrangeur arbeitete er zudem für Wynton Marsalis, das Lincoln Center Jazz Orchestra, Bobby Short, das New York Pops Orchestra, das Chicago Jazz Ensemble, Charlie Haden, Med Flory, Randy Brecker und Joe Lovano. 
Gemeinsam mit Mark Buselli gründete er 1994 das Buselli-Wallarab Jazz Orchestra mit Sitz in Indianapolis, mit dem er regelmäßig arbeitet und ein Dutzend Alben aufnahm. Mit der von ihm komponierten The Genett Suite entwickelte er Themen und Motive, die King Oliver, Louis Armstrong und Bix Beiderbecke für Gennett Records aufnahmen, weiter, die „ihre zeitlose Gültigkeit und befruchtende Kraft für frischen, fantasievollen Bigband-Jazz beweisen.“
Wallarab ist als Hochschullehrer im Jazzstudiengang der Jacobs School of Music der Indiana University tätig.